# Roland Mayer

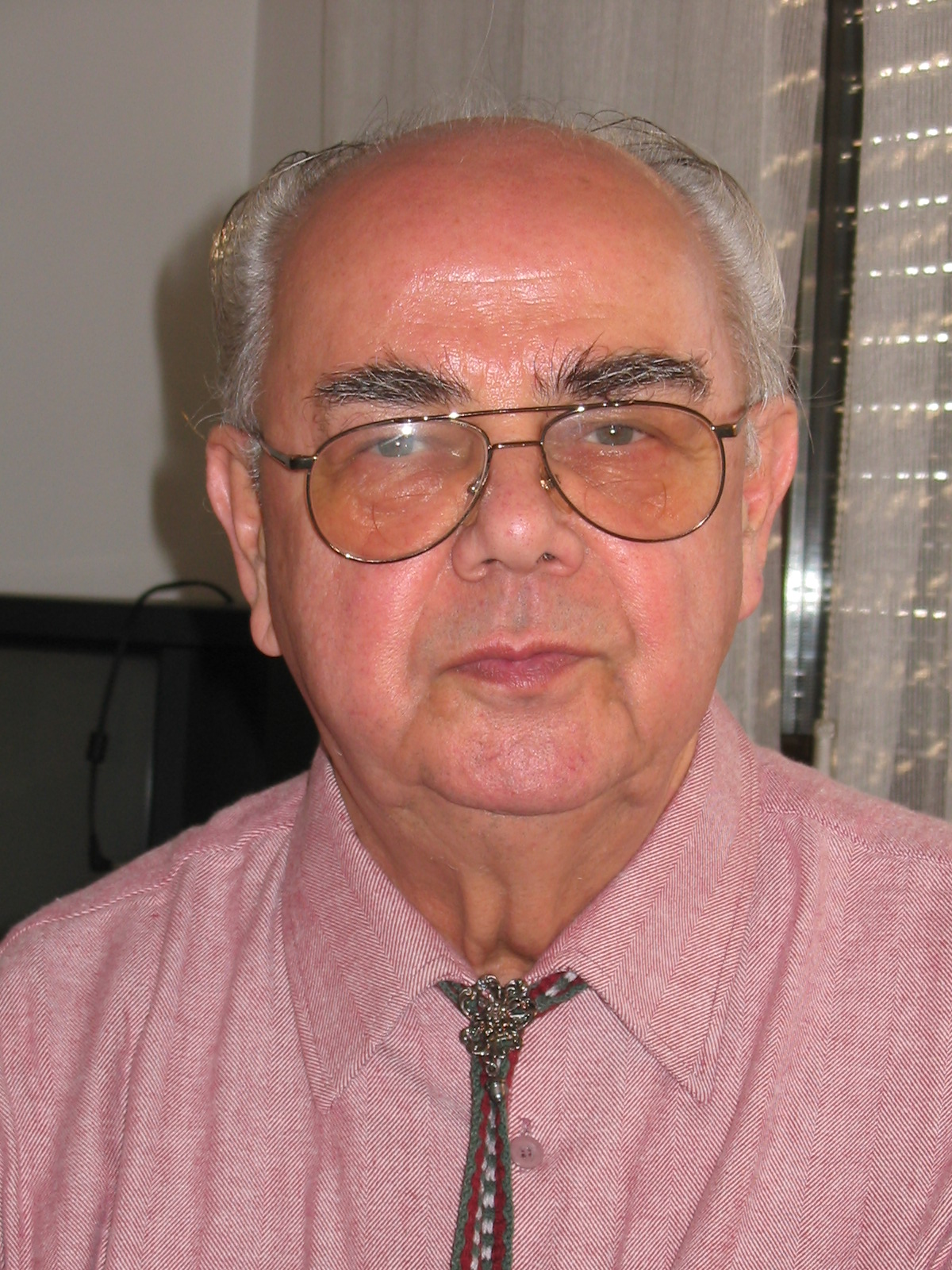
Roland Mayer (2004)

Roland Otto Adolf Mayer (* 26. Januar 1927 in Hartmannsdorf bei Chemnitz; † 12. November 2013 in Dresden) war ein deutscher Chemiker und Hochschullehrer.

## Leben
Nach kurzer Teilnahme am Zweiten Weltkrieg und der nachfolgenden Kriegsgefangenschaft studierte Mayer von 1947 bis 1951 Chemie an der Universität Leipzig. Er promovierte unter der Leitung des Naturstoffchemikers Wilhelm Treibs im Jahre 1952 zum Dr. rer. nat. und habilitierte sich 1957 mit der Arbeit „Die präparative Bedeutung der Cyclopentanon-o-carbonsäureester“. 1959 wurde Mayer als Nachfolger von Heinrich Wienhaus als Professor mit Lehrauftrag an das Institut für Pflanzenchemie und Holzforschung der TH Dresden in Tharandt und nach dem Weggang von Friedrich Asinger 1961 zum Professor für Organische Chemie und Direktor des gleichnamigen Institutes an der TU Dresden berufen. Diese Position hatte er bis zu seiner Emeritierung 1993 inne.
Nach der deutschen Wiedervereinigung arbeitete Roland Mayer aktiv an der Erneuerung der Wissenschaftslandschaft in Ostdeutschland und insbesondere des Dresdner Raumes mit. Er war unter anderem Mitglied von Evaluierungskommissionen für die außeruniversitäre Forschung des Wissenschaftsrates, Mitglied der Sächsischen Hochschulstrukturkommission, Gründungsmitglied der Medizinischen Fakultät der TU Dresden und Mitglied im Hauptausschuss sowie im Senat der Deutschen Forschungsgemeinschaft.
Roland Mayer war bis 2010 mit Helga Mayer verheiratet und hat einen Sohn.

## Wissenschaftliche Arbeiten
Standen in Tharandt Arbeiten zur Modellierung der Photosynthese und Beziehungen von Geruch und Geschmack zur Molekülstruktur im Vordergrund, war Mayers Hauptarbeitsgebiet in Dresden die Entwicklung von Synthesen zur Herstellung neuartiger organischer Schwefelverbindungen und deren Charakterisierung.
Sein wissenschaftliches Lebenswerk ist in 480 Originalpublikationen, in Übersichtsartikeln und Patenten sowie in Büchern niedergelegt. Zahlreiche Vorträge machten ihn in der internationalen Fachwelt bekannt. Er war Mitarbeiter am Standardwerk Organikum.

## Ehrungen und wichtige Mitgliedschaften
- Orden Banner der Arbeit (1964)
- August-Kekulé-Medaille der Chemischen Gesellschaft der DDR (1978)
- Ehrenpromotion der Universität Rostock (1987)
- Verdienstmedaille der Karls-Universität Prag (1994)
- Hanus-Medaille der Czech Chemical Society (2007)
- Bundesverdienstkreuz am Bande des Verdienstordens der Bundesrepublik Deutschland (1997)
- Mitglied der Akademie der Naturforscher Leopoldina Halle (seit 1973)
- Korrespondierendes Mitglied (seit 1980) und Vollmitglied (seit 1990) der Akademie der Wissens